# Dauphiné
Dauphiné eller Dauphiné Viennois var en tidligere fransk provins, der havde Grenoble som hovedby. Provinsen er nu delt mellem departementerne Isère, Drôme og Hautes-Alpes.
Dauphiné betyder delfin, og der er delfiner i Dauphinés flag og våbenskjold. Fra 1349 til 1830 var Dauphin titlen på den franske kronprins.
- Wikimedia Commons har flere filer relateret til Dauphiné

45°23′00″N 5°44′00″Ø / 45.383333333333°N 5.7333333333333°Ø